# Coris bulbifrons
Coris bulbifrons Randall & Kuiter, 1982 è un pesce di acqua salata appartenente alla famiglia Labridae.

## Distribuzione e habitat
Proviene dalle barriere coralline del sud dell'oceano Pacifico, in particolare dell'Isola di Lord Howe, delle Isole Norfolk e dell'Australia. Nuota sia in zone con fondale roccioso che sabbioso, ma predilige i luoghi molto ricchi di coralli. Vive in acque poco profonde e gli esemplari giovanili possono essere talvolta trovati nelle pozze di scogliera.

## Descrizione
In questa specie le differenze tra giovani ed esemplari adulti sono estremamente marcate. I giovani presentano un corpo allungato, compresso lateralmente, con la testa dal profilo schiacciato. La loro colorazione è nera a macchie bianche, la pinna dorsale e la pinna anale sono degli stessi colori del corpo, come la pinna caudale, che ha il margine arrotondato.
Gli esemplari adulti, invece, presentano un corpo compresso lateralmente, non particolarmente allungato ma abbastanza alto, tozzo, e sulla testa sviluppano un rigonfiamento all'altezza degli occhi, che sono piccoli. Sia il corpo che le pinne sono grigi; la pinna caudale ha il margine dritto. La lunghezza massima registrata è di 65 cm, il peso 6,35 kg; può inoltre vivere anche 21 anni di età.

## Biologia

### Comportamento
Ha l'abitudine di nuotare in banchi, di solito non particolarmente grandi, con un solo maschio adulto dominante.

### Alimentazione
La sua dieta, prevalentemente carnivora, è composta soprattutto da varie specie di invertebrati acquatici come molluschi bivalvi e gasteropodi e crostacei, soprattutto granchi.

## Conservazione
Questa specie viene classificata come "vulnerabile" (VU) dalla lista rossa IUCN perché la sua popolazione risente della pesca eccessiva e dell'areale abbastanza ristretto. Ci sono dei tentativi in atto di regolamentarne la cattura.